# (100219) 1994 PG8
(100219) 1994 PG8 es un asteroide perteneciente al cinturón de asteroides, descubierto el 10 de agosto de 1994 por Eric Walter Elst desde el Observatorio de La Silla, Chile.

## Designación y nombre
Designado provisionalmente como 1994 PG8.

## Características orbitales
1994 PG8 está situado a una distancia media del Sol de 2,380 ua, pudiendo alejarse hasta 2,963 ua y acercarse hasta 1,796 ua. Su excentricidad es 0,245 y la inclinación orbital 3,082 grados. Emplea 1341 días en completar una órbita alrededor del Sol.

## Características físicas
La magnitud absoluta de 1994 PG8 es 17,3.